# Archidendropsis basaltica
Archidendropsis basaltica är en ärtväxtart som först beskrevs av Ferdinand von Mueller, och fick sitt nu gällande namn av Ivan Christian Nielsen. Archidendropsis basaltica ingår i släktet Archidendropsis och familjen ärtväxter. Inga underarter finns listade i Catalogue of Life.

## Bildgalleri

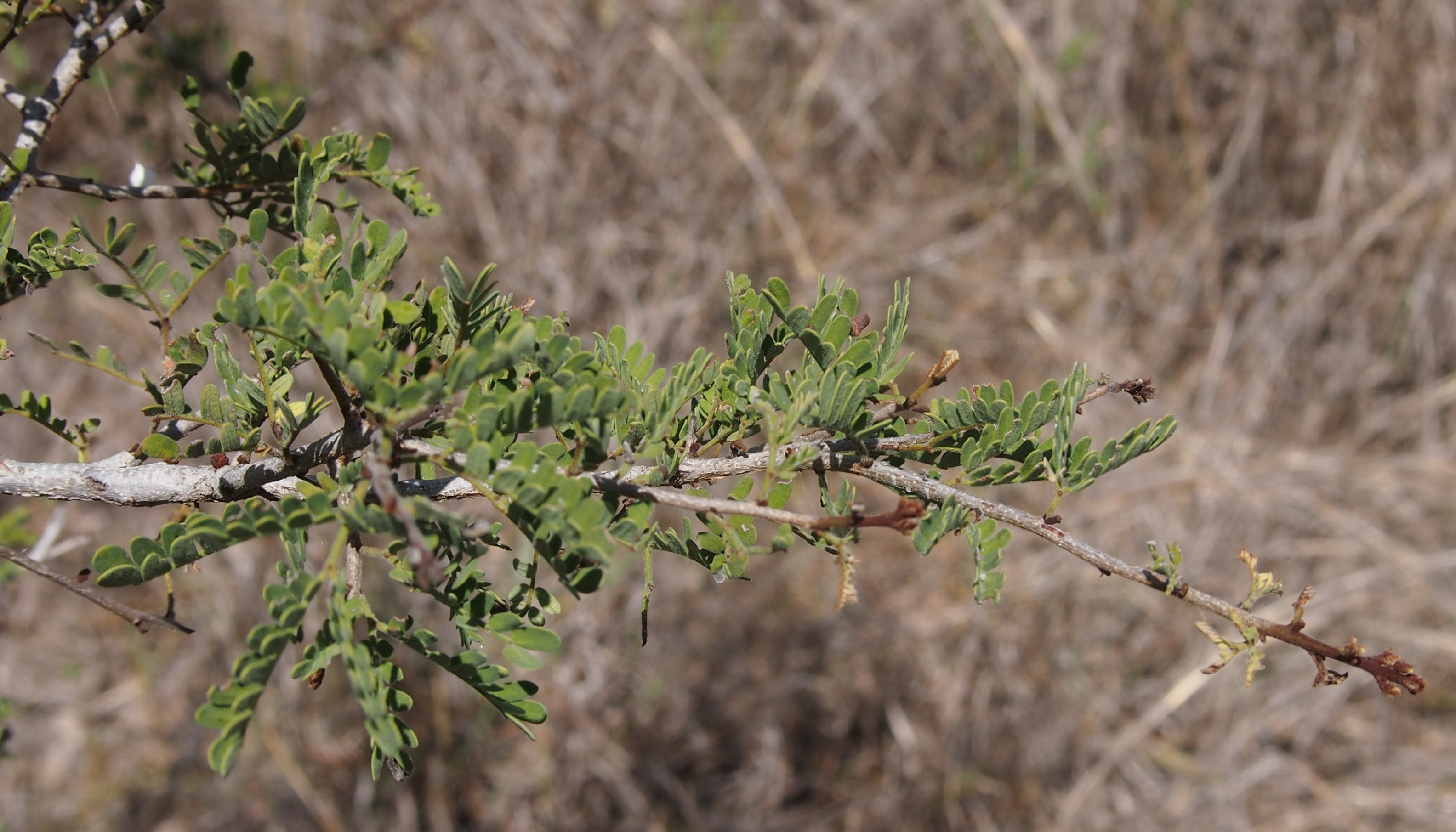